# کوتارو ساتومی
کوتارو ساتومی (انگلیسی: Kōtarō Satomi؛ زادهٔ ۲۸ نوامبر ۱۹۳۶) یک هنرپیشه اهل ژاپن است.
از فیلم‌ها یا سریال‌های او می‌توان به میتو کومون اشاره کرد.